# 山科頼言
山科頼言（やましな よりとき、享保7年（1722年）1月6日 - 明和7年（1770年）12月22日)は、江戸時代中期の公卿。初名は山科師言。法名は徹紹。

## 官歴
- 享保19年（1734年）：従五位上、内蔵頭
- 元文2年（1737年）：正五位下
- 元文4年（1739年）：右少将
- 元文6年（1741年）：従四位下
- 寛保3年（1743年）：左少将
- 寛保4年（1744年）：従四位上
- 延享4年（1747年）：正四位下
- 寛延3年（1750年）：右中将、従三位
- 宝暦4年（1754年）：正三位、参議
- 宝暦5年（1755年）：右衛門督
- 宝暦6年（1756年）：使別当、踏歌節会外弁
- 宝暦7年（1757年）：権中納言
- 宝暦8年（1758年）：大宰権帥
- 宝暦9年（1759年）：従二位
- 明和2年（1765年）：正二位
- 明和5年（1768年）：出家のため致仕

## 系譜
- 父：山科堯言
- 子：山科敬言
- 子：西大路隆要
- 子：西大路隆良